# قمر الزمان علوش
قمر الزمان علوش (1948 - 10 تشرين الأول 2022) كاتب وسيناريست سوري من مواليد مدينة جبلة.
عمل في الصحافة السورية منذ عام 1974، وكان قمر الزمان واحدا من الصحفيين الذين أسسوا صحيفة تشرين في سبعينيات القرن الماضي، ومن أوائل الكتاب فيها، وخاصة في الزاوية الأقرب إلى الأدب «قوس قزح» التي كتب فيها بعض من أبرز الكتاب السوريين.
انتقل إلى الكتابة الدرامية في التلفزيون، فقام بكتابة العديد من المسلسلات الهامة أبرزها: نزار قباني، هوى بحري، طيور الشوك، كليوباترا، الأرواح المهاجرة، بستان الموت، الرسالة الأخيرة.
وفي الشق السينمائي، أثبت “قمر الدين علوش” اسمه من خلال عدة أفلام منها: أنت جريح، ليل المسافرين، العشق الممنوع.
ومن رواياته: “البريد التائه”، “هوى بحري” و”لحظة رحيل”، وحوّل عدد من الروايات العالمية لأعمال فنية.
مثل رواية “بيت الأرواح” للكاتبة “إليزابيل أليندي”، و”البؤساء” لفيكتور هيجو”، تعامل حينها مع أسماء إخراجية مميزة كـ شوقي الماجري، وباسل الخطيب.